# Марисін (Седлецький повіт)
Марисін (пол. Marysin) — село в Польщі, у гміні Котунь Седлецького повіту Мазовецького воєводства.
Населення — 122 особи (2011).
У 1975-1998 роках село належало до Седлецького воєводства.

## Демографія
Демографічна структура станом на 31 березня 2011 року:
|          | Загалом | Допрацездатний вік | Працездатний вік | Постпрацездатний вік |
| -------- | ------- | ------------------ | ---------------- | -------------------- |
| Чоловіки | 61      | 16                 | 38               | 7                    |
| Жінки    | 61      | 14                 | 35               | 12                   |
| Разом    | 122     | 30                 | 73               | 19                   |